# Landesgartenschau Rosenheim 2010
Die Landesgartenschau Rosenheim 2010 war eine bayerische Landesgartenschau, die vom 23. April bis zum 3. Oktober 2010 in Rosenheim stattfand. Die Veranstaltung stand unter dem Motto Innspiration und sollte das Gebiet um die Mündung der Mangfall touristisch erschließen.

## Geschichte
Nachdem sich die Stadt Rosenheim im September 2001 für die Ausrichtung der Landesgartenschau 2010 beworben hatte, erhielt sie am 18. April 2002 den Zuschlag durch die bayerische Landesregierung. 2005 gründeten die Stadt Rosenheim und die Gesellschaft zur Förderung der bayerischen Landesgartenschauen die Landesgartenschau Rosenheim 2010 GmbH. Kurz darauf wurde ein Realisierungswettbewerb ausgeschrieben, den die Agentur A24 Landschaft, Berlin, im September gewann. Der erste Spatenstich fand im September 2007 statt. Die großen Bauarbeiten, etwa die Umgestaltung des innerstädtischen Ludwigsplatzes, wurden 2009 abgeschlossen.
Nachdem ab 2009 auch die Pflanzungen durchgeführt worden waren, wurde die Landesgartenschau am 23. April 2010 von Ministerpräsident Horst Seehofer eröffnet.

## Gelände

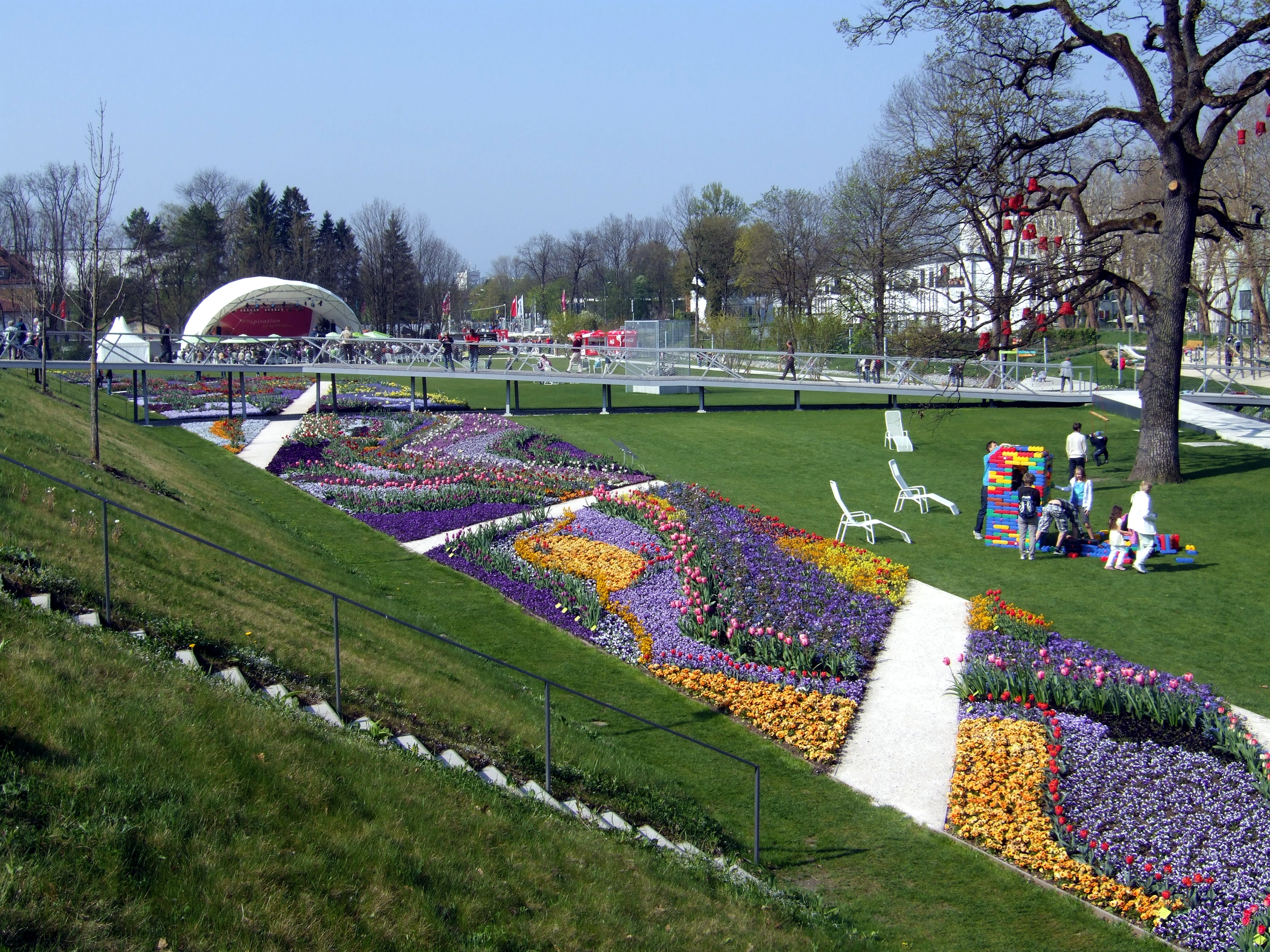
Mangfallpark Süd

Das Gelände der Landesgartenschau erstreckte sich über 13 Hektar. Das zentrale Ausstellungsgelände trägt den Namen „Mühlbachbogen“ und enthielt Rosen- und Mustergärten. Zudem wurden in diesem Bereich Bestattungsformen aus verschiedenen Kulturen präsentiert. Ein so genannter Flamingo-Garten wurde als Senkgarten angelegt und mit Flamingoahorn bepflanzt. Auf diesem Gelände fand auch der Bayern-Cup, der Berufswettkampf der bayerischen Landschaftsgärtner, statt. Die Bauwerke der Teilnehmerpaare blieben über die gesamte Zeit der Landesgartenschau stehen. Gewinner des 8. Bayerncups waren Christian Dobler und Marco Fückelsberger der Firma Gaissmaier.
Östlich davon liegt der Mangfallpark Nord direkt an der Mündung der Mangfall. In diesem Teil des LGS-Geländes befanden sich eine Blumenhalle mit wechselnden Ausstellungen, ein Klettergarten und die „Bayern Arche“ des Bayerischen Staatsministeriums für Umwelt und Gesundheit, das Artenvielfalt und Naturschutz in den Mittelpunkt stellte. Die katholische und die evangelische Kirche präsentierten sich ebenfalls in diesem Teil des LaGa-Parks. In der Einrichtung Arche Noah veranstalteten sie Andachten und Ausstellungen.
Der Bereich Innspitz liegt zwischen Mangfall und Inn. Dort befanden sich eine Pflanzenschau in Kooperation mit der Bayerischen Landesanstalt für Wein und Gartenbau, ein Parcours, bei dem Kinder die Bedeutung der Natur lernen sollten, sowie ein 16 Meter hoher Aussichtsturm, der 2011 von der Gemeinde Rimsting erworben und seither bei Hitzing auf der Ratzinger Höhe steht.
Im Mangfallpark Süd wurde das Wasser der Mangfall unter anderem über eine Kinderkajakstrecke in die Landesgartenschau eingebunden. Daneben waren dort ein Stauden- und ein Kakteengarten sowie das Ausstellungsgelände des Bayerischen Landesverbandes für Gartenbau und Landespflege platziert. Auf einer Freilichtbühne fand der Großteil des Veranstaltungsprogramms statt.
Die einzelnen Teilgebiete waren durch einen Rundweg miteinander verbunden.
Seit 2011 findet auf dem Gelände das Rosenheim Sommerfestival als Open-Air-Konzert statt.

## Kosten
Der Investitionshaushalt der Landesgartenschau Rosenheim 2010 lag bei etwa 20 Millionen Euro. Davon trug das Bayerische Umweltministerium rund 3,6 Millionen. Weitere 900.000 Euro erhielt die Stadt Rosenheim aus Fördermitteln der Europäischen Union. Für die Durchführung der Gartenschau waren 7,5 Millionen Euro eingeplant.

## Fotos

Bauarbeiten im Bereich der Kinderkajakstrecke
Bauarbeiten für die Landesgartenschau 2010 (Ludwigsplatz)
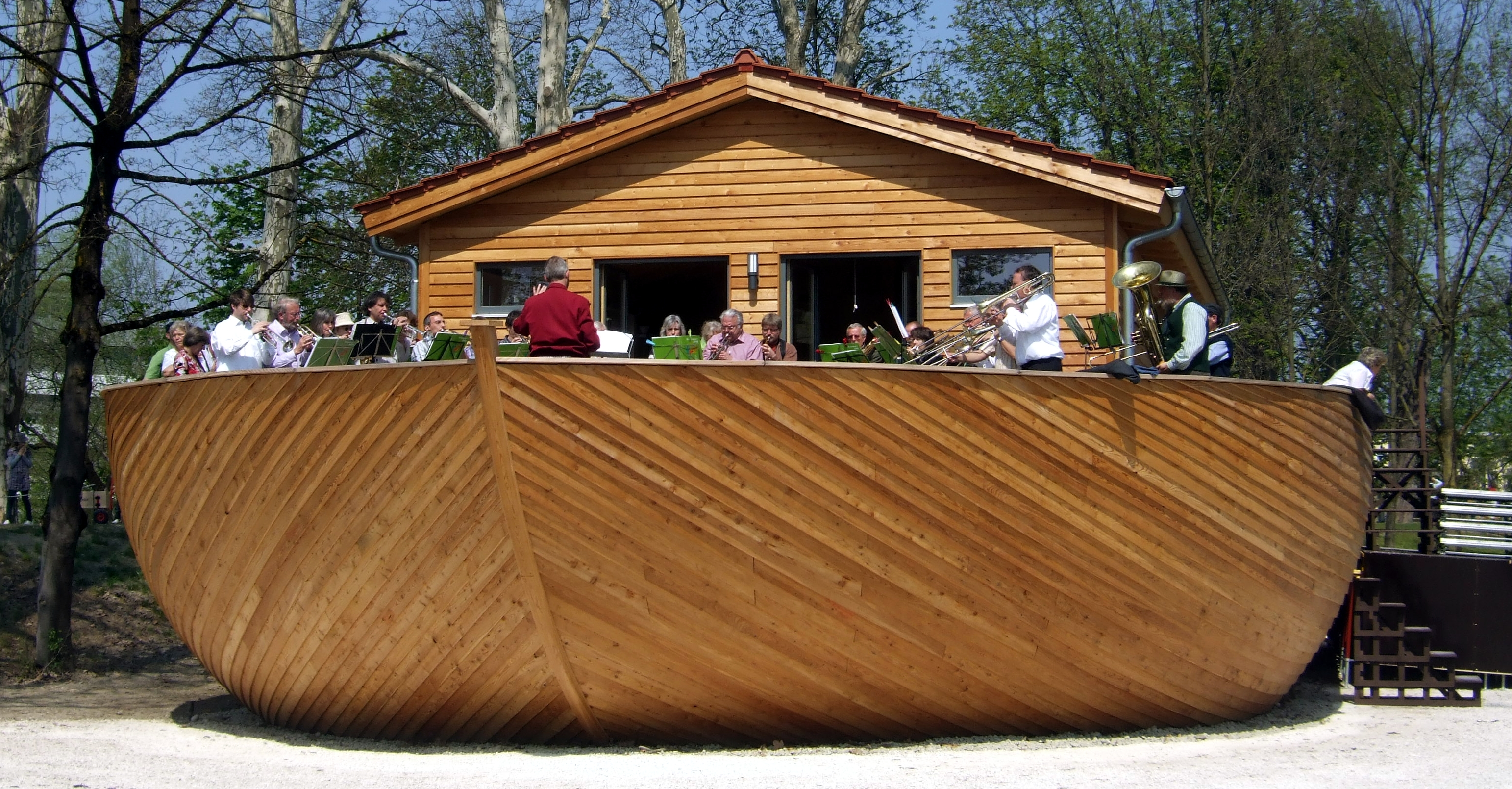
„Arche Noah“
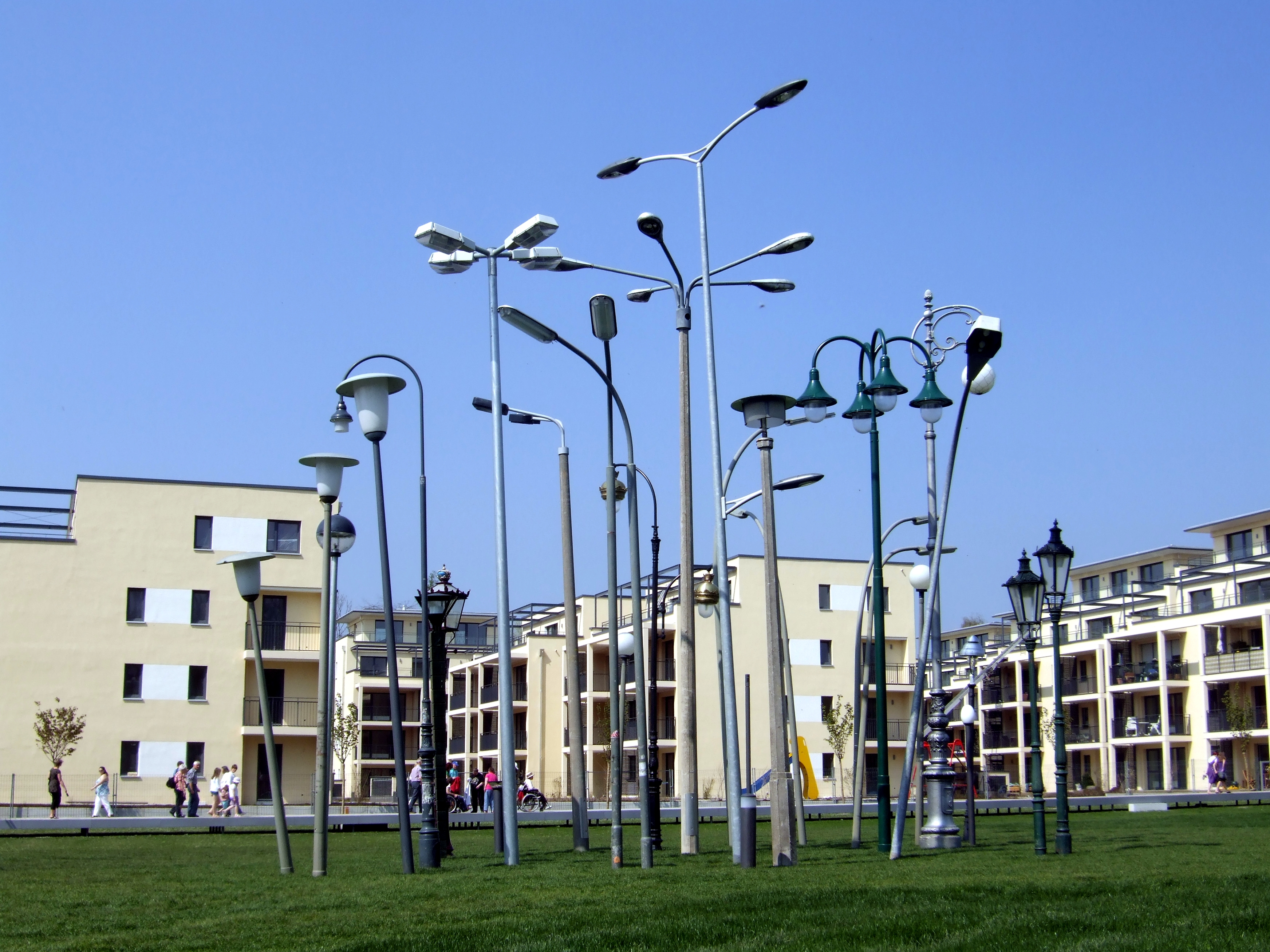
„Leuchtenwald“ (Sonja Vordermaier)